# Кренвилије
Кренвилије (фр. Crainvilliers) је насељено место у Француској у региону Лорена, у департману Вогези.
По подацима из 2011. године у општини је живело 181 становника, а густина насељености је износила 17,32 становника/km².

## Демографија
| 1962. | 1968. | 1975. | 1982. | 1990. | 2011. |
| ----- | ----- | ----- | ----- | ----- | ----- |
| 183   | 137   | 181   | 242   | 241   | 181   |